# Day (Sprache)
Das Day ist eine Sprache, die im Tschad in den Subpräfekturen Moïssala und Koumra gesprochen wird.
Es ist eine Adamaua-Sprache, die zur Sprachfamilie der Niger-Kongo-Sprachen zählt.

## Klassifikation
Das Day ist Teil der Bua-Sprachen. Diese Gruppe ist wiederum Teil der Adamaua-Ubangi-Sprachen, welche ihrerseits zur Niger-Kongo-Sprachfamilie gehören.

## Phonologie
Das Day ist eine Tonsprache, welche drei Töne besitzt – tief, mittel und hoch.